# 트레타 유가
트레타 유가(산스크리트어: त्रेता युग)는 사트야 유가 이후 약 1,296,000년 동안 지속된 힌두교의 두 번째 유가이다. 다르마가 세 다리로 서 있는 이 시대에서는 정의와 도덕이 약해지면서 사람들이 물질적인 것을 추구하는 경향이 늘어났으며, 이를 통제하기 위해 법과 규범이 생기기 시작하였다. 또한 이 시대에는 비슈누의 다샤바타라 중 바마나, 파라수라마, 라마찬드라 등이 현현하였다.

## 같이 보기
- 칼파